# 陆秀
陆秀（1896年—1982年），字佛侬，女，江苏无锡人，中国幼儿教育家，第二、三、四、五届全国政协委员。